# كوران والترز
كوران والترز (بالإنجليزية: Curran Walters)‏، هو ممثل وعارض أمريكي، ولد في 16 يناير 1998 في أوك بارك، كاليفورنيا.

## روابط خارجية
- كوران والترز على موقع IMDb (الإنجليزية)
- كوران والترز على موقع ميتاكريتيك (الإنجليزية)
- كوران والترز على موقع روتن توميتوز (الإنجليزية)
- كوران والترز على موقع قاعدة بيانات الأفلام العربية
- كوران والترز على موقع ألو سيني (الفرنسية)
- كوران والترز على موقع أول موفي (الإنجليزية)
- كوران والترز على موقع قاعدة بيانات الفيلم (الإنجليزية)
- كوران والترز على موقع كينوبويسك (الروسية)